# Diecezja Port-Gentil

Mapa regionu

Diecezja Port-Gentil – diecezja rzymskokatolicka w Gabonie. Powstała w 2003.

## Biskupi ordynariusze
- Bp Mathieu Madega Lebouankehan (2003 - 2013)
- Bp Euzébius Chinekezy Ogbonna Managwu (od 2016)